# Weinberg von Neuengronau
Weinberg von Neuengronau ist ein Naturschutzgebiet und FFH-Gebiet auf dem Gebiet der Gemeinde Sinntal im Main-Kinzig-Kreis in Hessen. Das Naturschutzgebiet liegt nordöstlich des Sinntaler Ortsteils Neuengronau und östlich der Landesstraße L 3371.

## Bedeutung
Das 50,23 ha große Gebiet mit der Kennung 1435015 ist seit dem Jahr 1979 als Naturschutzgebiet ausgewiesen, seit 2008 als flächen- und namensgleiches FFH-Gebiet. Der Weinberg von Neuengronau ist ein Muschelkalkvorkommen innerhalb eines Buntsandsteingebietes. Diese Besonderheit führt dazu, dass sich an diesem Standort „eine schutzwürdige, artenreiche, kalk- und wärmeliebende sowie an Trockenheit angepasste Pflanzen- und Tierwelt, darunter verschiedene bestandsgefährdete Arten“ finden.